# Bonte-Kaserne
Die Bonte-Kaserne in Flensburg-Mürwik im Stadtbezirk Stützpunkt Flensburg-Mürwik ist eine als Kulturdenkmal eingetragene Kaserne des Stadtteils, die als erster Dienstsitz des Kraftfahrt-Bundesamtes diente und in dem sich anschließend über viele Jahre das Marinestützpunktkommando Flensburg-Mürwik befand. Die Kaserne dient heute als Wohn- und Geschäftshaus.

## Geschichte

### Bau und erste Nutzungen der Bonte-Kaserne
In den 1930er Jahren wurde der Marinehafen Mürwiks stark um- und ausgebaut. Der bestehende Marinestützpunkt wuchs in Form großer Backsteinbauten südwärts bis an die Ziegeleistraße heran. Die Bonte-Kaserne wurde erst zum Ende des Zweiten Weltkrieges, im Jahr 1944 und damit zeitgleich mit dem benachbarten Kasinogebäude, fertiggestellt. Benannt wurde die Kaserne nach Friedrich Bonte, dem 1940 in Narvik gefallenen Führer der Zerstörer (FdZ) der Kriegsmarine und ehemaligen Freikorpsangehörigen der Marine-Brigade Ehrhardt. Die Bonte-Kaserne besaß im Laufe der Zeit verschiedene Straßenadressen. Zunächst trug sie mit anderen Gebäuden in dem Bereich des Stützpunktes zusammen bis Anfang der 2000er Jahre offenbar die Adresse Swinemünder Straße 26, offenbar mit dem Zusatz Gebäude 9.
Die Bonte-Kaserne wurde, im Vergleich mit einigen anderen Nachbargebäuden, eher schlicht gestaltet. Das Backsteingebäude aus roten Ziegeln besitzt drei Geschosse und ein Walmdach. Die Fenster wurden gleichmäßig angeordnet. Zur Fördeseite hat die Kaserne, zu den beiden Seitenenden hin, jeweils ein Risalit mit Dreiecksgiebel. In der Mitte dieser Vorderseite befand sich damals noch ein Eingangsportal mit einer Werksteinumrahmung, das später zugemauert wurde.
Nahe der Bonte-Kaserne befindet sich die Alte Blücherbrücke, an der im Mai 1945 das Schiff Patria mit der Alliierten Überwachungskommission lag (vgl. Sonderbereich Mürwik). Nach dem Krieg wurden die Gebäude am Marinehafen von der britischen Besatzungsmacht und Industriebetrieben genutzt.

### Erster Sitz des Kraftfahrt-Bundesamtes
Am 4. August 1951 wurde gemäß dem Gesetz über die Errichtung eines Kraftfahrt-Bundesamtes die Bundesoberbehörde für Aufgaben des Straßenverkehrs eingerichtet. Für den Dienstsitz der Behörde hatten sich die Städte München, Kassel, Schleswig, Kiel und Wiesbaden beworben. Am 12. September 1951 erklärte Bundesverkehrsminister Hans-Christoph Seebohm aus struktur- und regionalpolitischen Gründen, entsprechend der Beschlusslage der Bundesregierung, Flensburg zum Sitz des Kraftfahrt-Bundesamtes. Nach dem Krieg war durch Flüchtlinge, insbesondere aus den Ostgebieten, die Einwohnerzahl Flensburgs stark gestiegen. In Flensburg bezog die Behörde die Bonte-Kaserne, die offiziell ab dem 5. Mai 1952 Dienstsitz des Kraftfahrt-Bundesamtes wurde. Die Mitarbeiter der neuen Behörde setzten sich damals aus 120 Bielefeldern, dort befand sich zuvor die Vorgängerbehörde namens Sammelstelle für Nachrichten über Kraftfahrzeuge und Kraftfahrzeugführer, und 100 Flensburgern zusammen. Ein Problem dieser Anfangszeit soll gewesen sein, dass die Lochkarten des KBAs auf Grund der Wassernähe unter Feuchtigkeit gelitten hätten.
Der wachsende Straßenverkehr führte in den Folgejahren zu Platzproblemen in der Behörde, sodass weitere Unterkünfte der Stadt genutzt werden mussten, was den Arbeitsablauf verlangsamte. Zudem bezog im Mai 1957 die Bundesmarine wieder den Stützpunkt und erhob Anspruch auf die Bonte-Kaserne. 1959 wurde für das KBA ein Neubau in der Fördestraße 16 beschlossen. Der Neubau des Architekten Carl-Friedrich Fischer wurde 1965 bezogen.

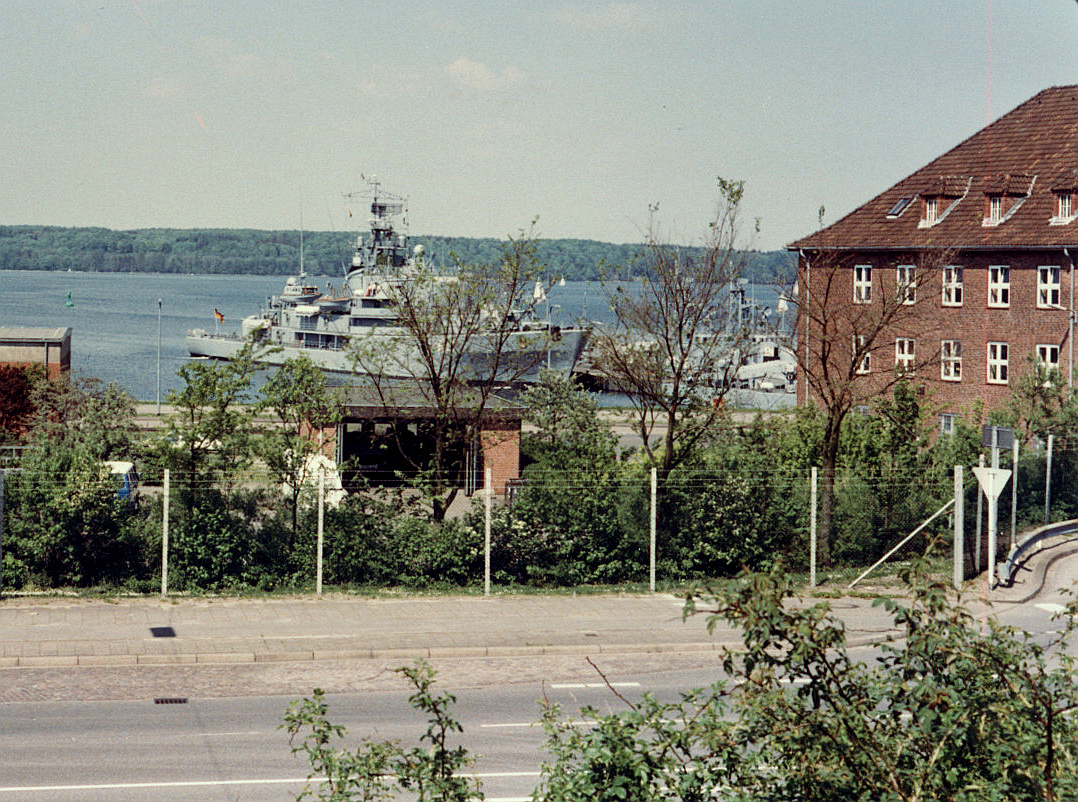
Kriegsschiffe vor der Bonte-Kaserne im Mai 1990

### Nutzung durch die Bundesmarine
1956 wurde das Marinestützpunktkommando Flensburg-Mürwik in Dienst gestellt. Die Bonte-Kaserne wurde bald darauf als Sitz des Marinestützpunktkommandos genutzt. Das Eingangsportal zur Wasserseite hin wurde in dieser Zeit offenbar zugemauert. Es ist noch heute an der Werksteinumrahmung erkennbar. In der umrahmten zugemauerten Fläche befinden sich seitdem zwei Fenster. Die Bundesmarine nutzte den Marinehafen mit dem Stützpunkt bis zum Ende des Kalten Krieges. Anschließend begann die Konversion des Stützpunktes. 1998 wurde das Marinestützpunktkommando aufgelöst und die Gebäude des Marinehafens anschließend verkauft.

### Nachnutzung der Bonte-Kaserne

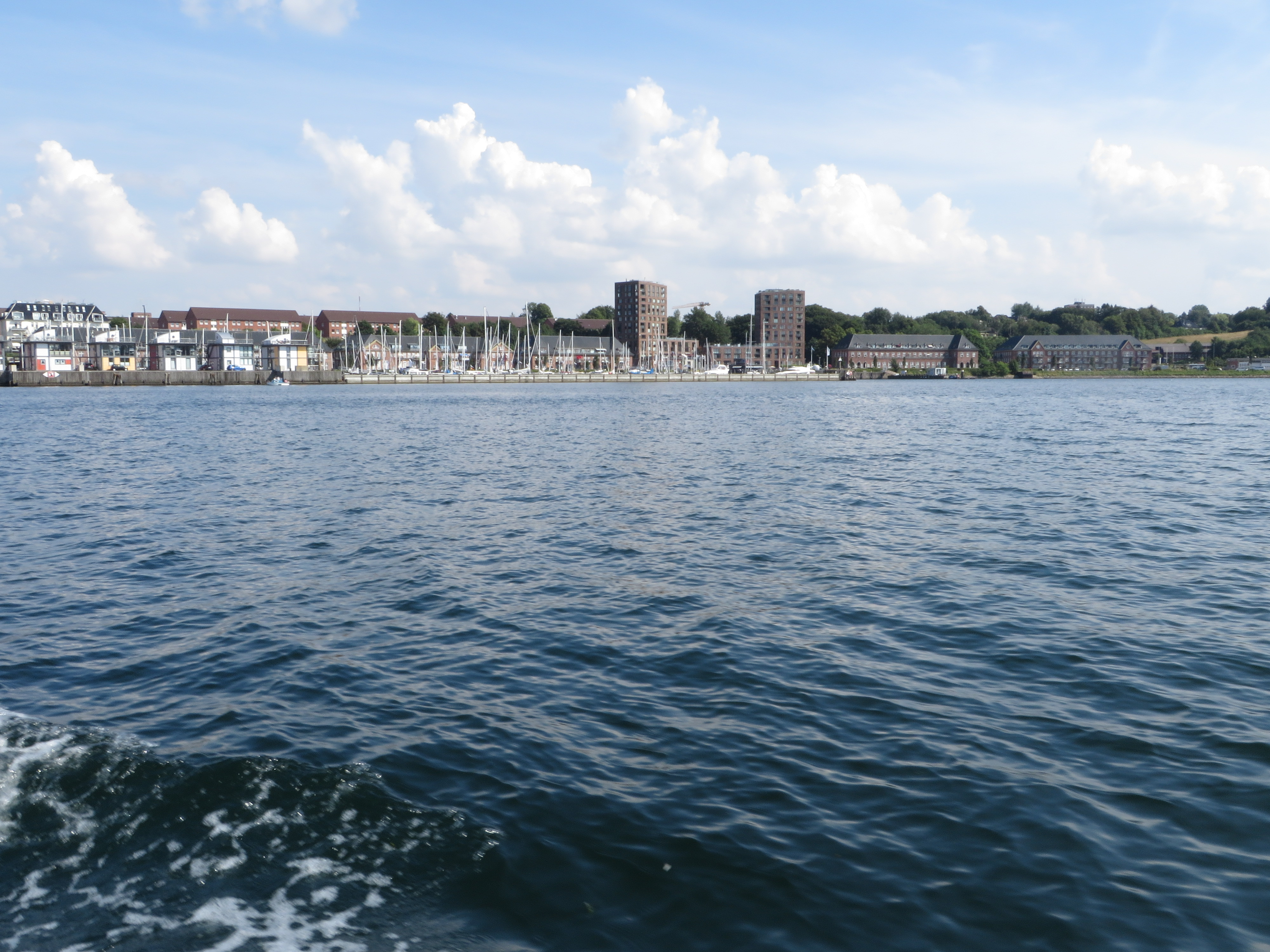
Skyline von Sonwik im Sommer mit der Bonte-Kaserne, ganz rechts im Bild (Foto 2014)

Die Diskussion, die historischen Gebäude auf dem Areal abzureißen, wurde damit beendet, dass sie 1998 schließlich unter Denkmalschutz gestellt wurden. Die Bonte-Kaserne erhielt offenbar in den ersten 2000er Jahren eine neue Adresse, Ziegeleistraße 16, welche sie bis ungefähr 2013 behielt.
Zunächst war geplant, dass die Bundespolizei die Kaserne beziehen sollte. 2004/2005 wurde die Kaserne deshalb schon entkernt. Doch die Folgearbeiten wurden nicht mehr umgesetzt und die Umzugspläne verworfen. Die Bundespolizei übergab das Gebäude der Bundesanstalt für Immobilienaufgaben (BIMA). 2009 wurde die Kaserne wieder von der BIMA zum Kauf angeboten. Bauplan Nord, die zu dieser Zeit schon mit dem Umbau des Marinehafens zur Marina Sonwik beschäftigt war, zeigte Interesse. Noch im selben Jahr übernahm die Sonwik-Gruppe das Gebäude. Im anschließenden Jahr wurde die Bebauungsplanänderung vorbereitet, zur Ermöglichung einer Mischung aus Wohnen, Gewerbe sowie Dienstleistungen oder eines reinen Hotelbetriebes.

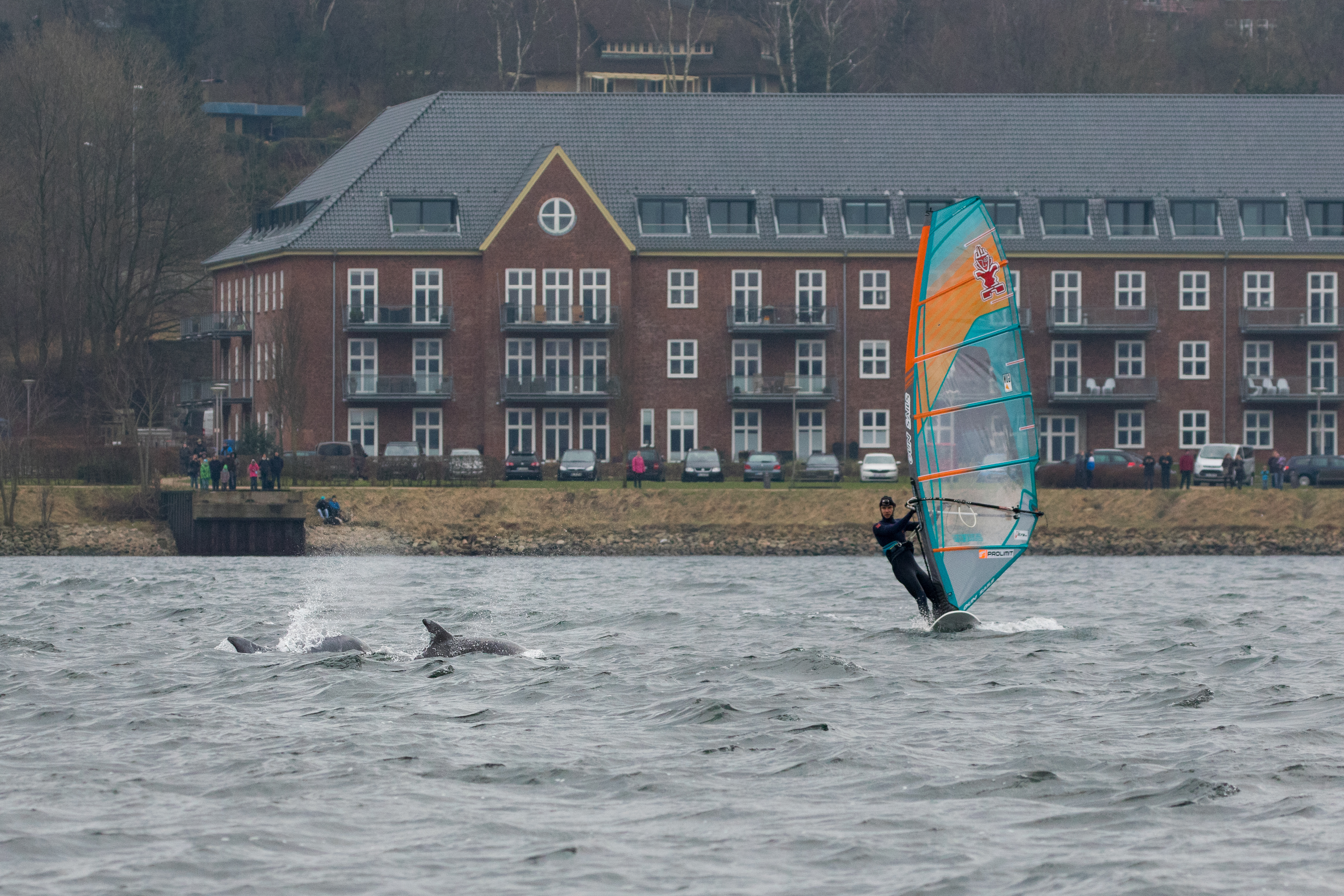
Surfer trifft auf Delfine vor der Bonte-Kaserne (2016)

2012 begannen die Umbauarbeiten. Neue für Sonwik typische Dachgauben wurden eingebaut und dem Gebäude Balkone hinzugefügt. Im nördlichen Flügel des Gebäudes entstanden 31 Wohnungen. Auf der südlichen Seite entstanden Büroräumlichkeiten für eine gewerbliche Nutzung. Ein Stück weiter südlich befindet sich das Flensburger Klärwerk, dessen frühere intensive Geruchsentwicklung seit den 1990er Jahren durch umfassende Baumaßnahmen stark reduziert wurde. Ende 2013/Anfang 2014 sollte der Umbau abgeschlossen sein.
Mittlerweile ist die Bonte-Kaserne vollständig renoviert und sie wurde der neuen Nutzung zugeführt. Heute besitzt die Kaserne die Adresse Am Fördeufer 1 und 3.